# Risskov
Risskov er en bydel i Aarhus. Tidligere en del af Vejlby - Risskov Kommune.
Risskov er en del af Vejlby-Risskov med 29.162 indbyggere den 1. Oktober 2022.
Bydelen har en del specialbutikker samt et indkøbscenter. Risskov er opkaldt efter skoven, Riis Skov, der er Danmarks første offentlige skov, og blev skænket til Aarhusianerne af Margrethe I.
Bydelen strækker sig langs skoven og stranden ved Aarhus Bugten, langs kystlinjen fra den nordlige del af Aarhus C og ud til Egå og Den Permanente. Risskov er i lighed med Højbjerg og Komponistkvarteret i Marselisborg, et velhaverkvarter i Aarhus og er kendetegnet ved sine gamle patriciervillaer og liebhaverhuse ombygget fra gamle sommerhuse, typisk med attraktive beliggenheder og udsigt. Hjertet i Risskov er Nordre Strandvej, der løbet fra skoven i syd til Egå i nord, med en lang række villaveje ned mod stranden, kaldet “Fedet”. Risskov husede også et stort psykiatrisk hospital, Jydske Asyl gennem 168 år, fra 1850 til udgangen af 2018. Gennem årene blev den psykiatriske behandling i området udbygget med Børne- og Ungdomspsykiatrisk Center Risskov og flere udvidelser af det psykiatrisk hospital. På klare dage kan man fra Risskov se Samsø, Helgenæs og Mols Bjerge på den anden side af Aarhusbugten.
Se et stort kort over Aarhus Kommune.

## Kendte fra Risskov
- Jens Christian Skou (1918-2018), nobelprismodtager, boede en stor del af sit liv i Risskov. Døde i Risskov.
- Jesper Stein (f. 1965), forfatter
- Jens Blendstrup (f. 1968), forfatter og dramatiker
- Lars Bukdahl (f. 1968), litteraturanmelder og digter
- Svend Åge Madsen (f. 1939), forfatter og dramatiker
- Rune Lykkeberg (f. 1974), journalist og chefredaktør på Information
- Peter Falktoft (f. 1985), journalist og radiovært
- Anne Sophia Hermansen (f. 1972), journalist og debattør
- Medina (f. 1982), sanger

## Galleri
- Jydske Asyl, også kendt som Psykiatrisk Hospital Risskov, det ældre bygningsafsnit.
- Risskov Park, med udsyn over Aarhusbugten.
- Risskov Strandpark
- Aarhus Letbane, her ved Risskov Strandpark
- Bellevue Strand
- Risskov Gymnasium.
- Risskov Skole.
- Risskov Kirke.
- Typisk hus i Risskov, en bungalow.